# ویلر (کانزاس)
ویلر (به انگلیسی: Wheeler) یک منطقهٔ مسکونی در ایالات متحده آمریکا است که در کانزاس واقع شده‌است.